# Ancistrocercus clavicercus
Ancistrocercus clavicercus är en insektsart som först beskrevs av Rehn, J.A.G. 1903.  Ancistrocercus clavicercus ingår i släktet Ancistrocercus och familjen vårtbitare. Inga underarter finns listade i Catalogue of Life.